# Osturňa
Osturňa este o comună slovacă, aflată în districtul Kežmarok din regiunea Prešov, pe malul râului Osturniansky potok⁠(d). Localitatea se află la altitudinea de 723 m deasupra n.m., se întinde pe o suprafață de 41,28 km2 și în 2017 număra 303 locuitori.

## Istoric
Localitatea Osturňa este atestată documentar din 1593.

## Demografie
| An:                | 1994 | 2004    | 2014    | 2024    |
| ------------------ | ---- | ------- | ------- | ------- |
| Număr de persoane: | 464  | 398     | 310     | 277     |
| Diferență:         |      | −14,22% | −22,11% | −10,64% |

| An:                | 2023 | 2024   |
| ------------------ | ---- | ------ |
| Număr de persoane: | 280  | 277    |
| Diferență:         |      | −1,07% |